# 배후습지
배후습지(背後濕地)는 범람원에서 흔히 나타나는 퇴적환경의 한 유형으로, 홍수 후에 미세한 토사와 찰흙이 침전되어 생긴 습지를 말한다. 배후습지는 보통 강의 자연제방 뒤에 위치하여 있다. 홍수 동안 강의 수위가 자연제방보다 높아지면, 범람원은 물과 퇴적물로 채워지게 된다. 홍수가 멈추면 물은 다시 강으로 빠져나가지 못하므로 물이 옮긴 퇴적물은 그대로 남아 있게 되고, 이러한 퇴적물들이 쌓여 배후습지를 형성한다.

## 같이 보기
- 범람원
- 자연제방